# Society Farsharotu
Society Farsharotu (oficj. Aromanian Cultural Society Farsharotu) – organizacja pozarządowa zrzeszająca społeczność Arumunów w Stanach Zjednoczonych z siedzibą w mieście Trumbull w stanie Connecticut.

## Historia
Society Farsharotu jest najstarszą i największą organizacją arumuńską w Ameryce. Oficjalnie została założona 15 września 1903 roku w Nowym Jorku przez grupę imigrantów z pogranicza dzisiejszej Albanii, Grecji i Macedonii Północnej, na czele których stał Nicolae Cican.
Organizacja początkowo nosiła nazwę Societate Romana de Ajutor shi Cultura „Sperantsa”, którą w grudniu 1906 roku zmieniono na Society Farsarotul, nawiązującą do określeń Fărşeroți i Farsherots pochodzących od miejscowości Frashër, a używanych wobec Arumunów pochodzących z Epiru.
W 1904 roku powstał w St. Louis pierwszy lokalny oddział organizacji. W ciągu kolejnych dwóch lat powstały oddziały w North Grosvenordale i Bridgeport, a w 1908 roku – w Woonsocket, Central Falls i San Francisco.  
W 2021 roku towarzystwo zmieniło pisownię swojej nazwy z Society Farsarotul na Society Farsharotu, aby odzwierciedlić jej wymowę w języku angielskim.

## Działalność
Początkowo Society Farsharotu stawiało sobie za cel pomoc Arumunom, którzy przybyli do Ameryki, jak również wdowom, sierotom i ubogim, którzy pozostali w Europie. Organizacja czyniła również starania o zachowanie unikalnej arumuńskiej kultury, co współcześnie jest głównym celem jej działalności.
Od 1987 roku stowarzyszenie wydaje newsletter o charakterze półrocznika – The Newsletter of the Society Farsharotu.
Society Farsharotu prowadzi również badania naukowe dotyczące Arumunów i języka arumuńskiego oraz gromadzi pamiątki dotyczące tej grupy etnicznej. Przy towarzystwie działa też biblioteka, archiwum zdjęć i niewielkie muzeum.